# Uniwersytet Południowej Florydy
Uniwersytet Południowej Florydy (ang. University of South Florida) – amerykańska uczelnia publiczna znajdująca się w Tampie, w stanie Floryda. 
Instytucję założono w 1956, jednak pierwsze zajęcia miały miejsce 26 września 1960. W skład placówki wchodzi 14 wydziałów. 
Jesienią 2015 liczba studentów wynosiła 36 108. W 2017 w rankingu amerykańskich uczelni uniwersytet uplasował się na 159. pozycji. 
Uczelniane drużyny sportowe przystąpiły do rozgrywek NCAA w 1968. Noszą nazwę South Florida Bulls i występują w NCAA Division I.
Barwy uczelni to złoty i zielony.